# Vùng chim quan trọng

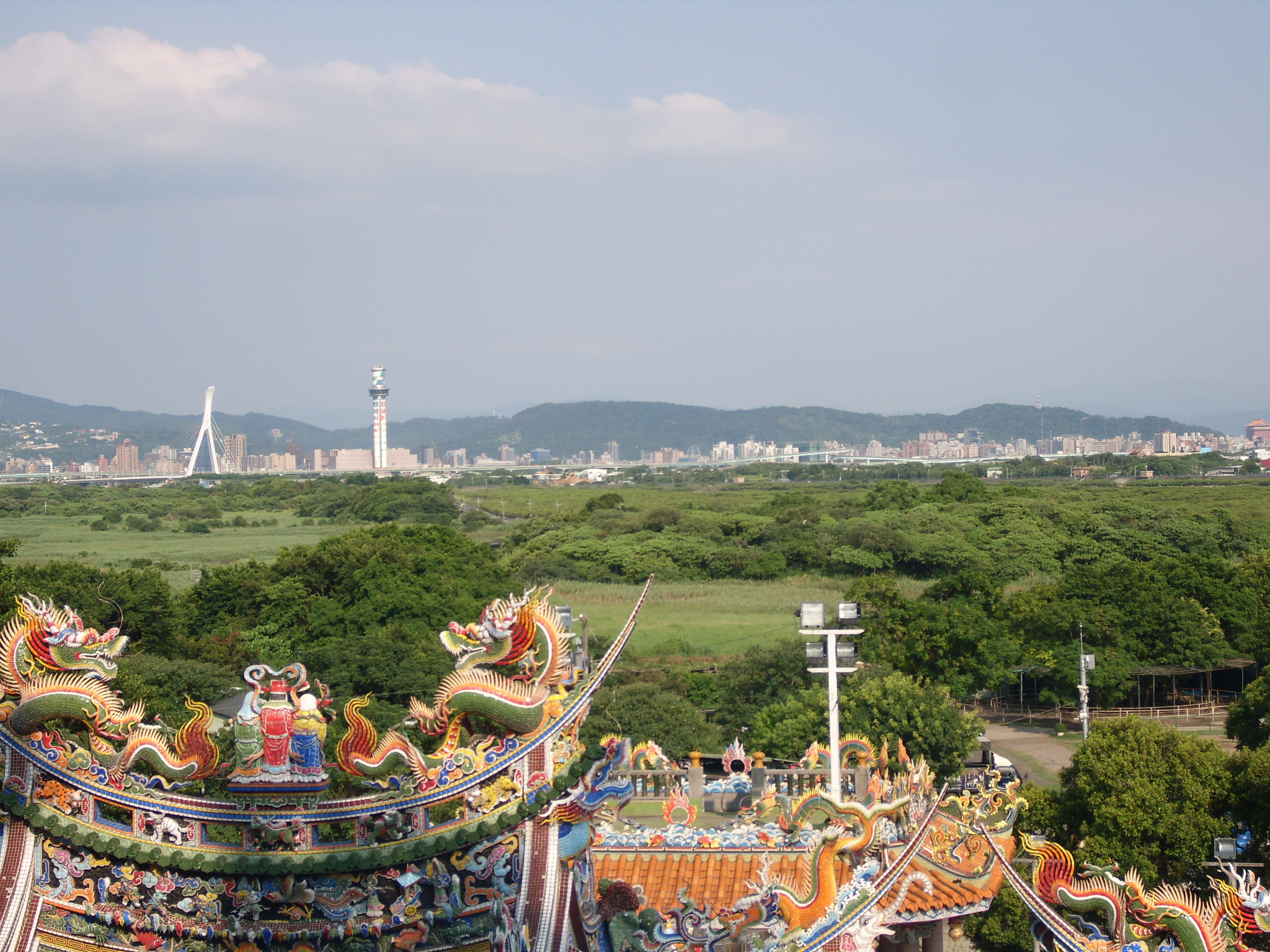
Vùng chim quan trọng, Guandu Nature Park, Taipei, Taiwan.

Vùng chim quan trọng (tiếng Anh: Important Bird Area-IBA) là khu vực có tầm quan trọng quốc tế về bảo tồn các loài chim ở các cấp độ toàn cầu, vùng và quốc gia, dựa trên các tiêu chí đã được cộng đồng quốc tế công nhận. IBA không chỉ quan trọng đối với các loài chim mà còn quan trọng đối với nhiều nhóm động thực vật khác. Hơn thế nữa, nhiều IBA còn có ý nghĩa đối với sức khỏe và kinh tế của con người thông qua việc bảo vệ các lưu vực, điều tiết lũ lụt hoặc là nguồn cung cấp tài nguyên thiên nhiên.
IBA là một công cụ thực tiễn đối với bảo tồn nhưng chúng chỉ là một trong hàng loạt các cách tiếp cận. IBA đã được coi là một công cụ hiệu quả để xác định các ưu tiên và thu hút trợ giúp cho các khu vực cần tập trung hoạt động bảo tồn.

## Các tiêu chí để xác định một vùng chim quan trọng
A1. Những loài bị đe dọa toàn cầu
Khu thường xuyên có số lượng đáng kể các loài chim bị đe dọa toàn cầu hoặc các loài chim khác đang được quan tâm bảo tồn toàn cầu (các loài trong Danh lục đỏ IUCN).
A2. Loài có vùng phân bố hẹp
Khu đã biết hoặc cho rằng có một bộ phận đáng kể của loài chim có vùng phân bố hẹp mà vùng sinh sản của chúng xác định là một vùng chim đặc hữu (Endemic Bird Area) hoặc phân vùng chim đặc hữu (Secondary Area).
A3. Tập hợp các loài phân bố giới hạn trong một đơn vị địa sinh học (biome)
Khu đã biết hoặc cho rằng là một bộ phận đáng kể của một tập hợp loài chim có vùng phân bố chủ yếu hoặc hoàn toàn giới hạn trong một đơn vị địa sinh học.
A4. Sự tập trung cá thể
- Khu đã biết hoặc cho rằng thường xuyên có >= 1% một quần thể địa sinh học của một loài chim nước sống thành bầy đàn
- Khu đã biết hoặc cho rằng thường xuyên có >= 1% quần thể toàn cầu của một loài chim biển hoặc loài chim đất liền sống thành bầy đàn.
- Khu đã biết hoặc cho rằng thường xuyên có >= 20.000 con chim nước hoặc >= 10.000 đôi chim biển của một hoặc nhiều loài.
- Khu đã biết hoặc cho rằng vượt quá ngưỡng giới hạn số lượng các loài di cư ở các vùng thắt cổ chai.

Chương trình các vùng chim quan trọng (IBA) toàn cầu do BirdLife International khởi xướng nhằm mục đích xác định và bảo vệ một mạng lưới các khu vực quan trọng đối với việc bảo tồn các loài chim trên thế giới. Chương trinh VCQT đã bắt đầu ở châu Âu năm 1985, và được xác định là một chương trình toàn cầu của BirdLife International trong Hội nghị Thế giới năm 1994. Ở Việt Nam, chương trình VCQT đang được điều phối bởi Chương trình BirdLife Quốc tế tại Đông Dương hợp tác với Viện Sinh thái và Tài nguyên Sinh vật thực hiện đã xác định được 63 vùng chim quan trọng trên cả nước.